# Дејан Дејановић
Дејан Дејановић (Босански Петровац, 1930 — Београд, 31. јануар 2016) био је православни свештеник, у чину протојереја-ставрофора и старешина цркве Светог мученика Трифуна на Топчидерском гробљу у Београду.

## Живот
Рођен је 1930. године у Босанском Петровцу, у српској породици трговца Душана и Даре Дејановић. Његово детињство је прекинуто окупацијом Босне и Херцеговине од стране усташа. Оставши без куће и кућишта, тражећи спас у Београду и Недићевој Србији, Дејановићи су били у оној „најсрећнијој” трећини српског народа у усташкој НДХ која је избегла смрт или унијаћење.
Међу хиљадама оних који су невино страдали током Ослобођења Београда, био је и Дејанов отац, трговац, избеглица из Босанског Петровца Душан Дејановић. Оставши без супруга, Дара је сама одгајала ћерку Велинку и сина Дејана у сиротињском дворишту у Цвијићевој улици.
Педесетих година прошлог века Дејан је, упркос чињеници да је означен као син народног непријатеља, био појац у руској цркви Свете Тројице на Ташмајдану, да би након велике матуре у Трећој београдској гиманзији, уписао Богословски факултет. Као студент певао је у црквеном хору, где је упознао Доротеју Чупић, коју је, након завршетка богословских студија и оженио.
По рукоположењу од стране Епископа пакрачког Емилијана, 1956. године, отац Дејан је служио међу преосталим Србима у Капелни, Добровићу и другим опустошеним славонским парохијама. Благословом епископа бањалучког Андреја службује као парох, а потом као архијерејски намесник у Мркоњић Граду. Ту проводи двадесет година, а онда се, због школовања деце, премешта у храм Свете Тројице у Београду. Убрзо затим, 1. јула 1988. године отац Дејан постаје старешина храма Светог Трифуна на Топчидерском гробљу.
Прота је, поред заповедних, служио и све друге веће празнике, помене на руске и грчке светитеље, а чланови православног братства „Кампсада”, названог по родном месту св. Трифуна у Фригији, испуњавали су цркву приликом сваког богослужења. Храм је ускоро постао претесан, а неуморни ревнитељ, прота Дејан служио је Литургије, бденија и акатисте, организовао многа поклоничка путовања, предавања, позивао у госте угледне духовнике и православне мислиоце.
Са супругом Доротејом, имао је троје деце, два сина и ћерку. Ћерка је рано преминула, а почетком деведесетих година прошлог века умире и супруга Доротеја. Последње деценије живота провео је са синовима Душаном и Павлом, унуцима и праунуцима. Прота Дејан Дејановић је 2015. године обележио 59 година рада, са преко две хиљаде духовних чеда. Преминуо је у недељу, 31. јануара 2016. године, после краће и тешке болести, након што је примио Свето причешће.

## Духовни разговори
Прота Дејан ће остати познат по знаменитој трибини „Духовни разговори”. Ова трибина је одржана чак 343 пута, а на њој је гостовало, између осталих, и шеснаест владика.